# Jin Jü-feng
Jin Jü-feng (čínsky pchin-jinem Yǐn Yùfēng, znaky 尹玉峰; * 29. května 1979 Laj-čcheng) je bývalá čínská zápasnice – judistka.

## Sportovní kariéra
Připravovala se v Čching-tao pod vedením Sü Tien-pchinga. V čínské ženské reprezentaci se prosadila v roce 1999 v polotěžké váze do 78 kg. V roce 2000 prohrála čínskou nominaci na olympijské hry v Sydney s Tchang Lin. V roce 2004 přišla o možnost startovat na olympijských hrách v Athénách na úkor kolegyně z tréninkové skupiny Liou Sia.

## Výsledky
| Turnaj            | 1999           | 2000           | 2001           | 2002           | 2003           |
| Turnaj            | 20             | 21             | 22             | 23             | 24             |
| Turnaj            | polotěžká váha | polotěžká váha | polotěžká váha | polotěžká váha | polotěžká váha |
| ----------------- | -------------- | -------------- | -------------- | -------------- | -------------- |
| Olympijské hry    |                | —              |                |                |                |
| Mistrovství světa | 2.             |                | —              |                | úč.            |
| Asijské hry       |                |                |                | —              |                |
| Mistrovství Asie  | 1.             | 1.             | —              |                | úč.            |